# Collège Saint-Jérôme de Dillingen

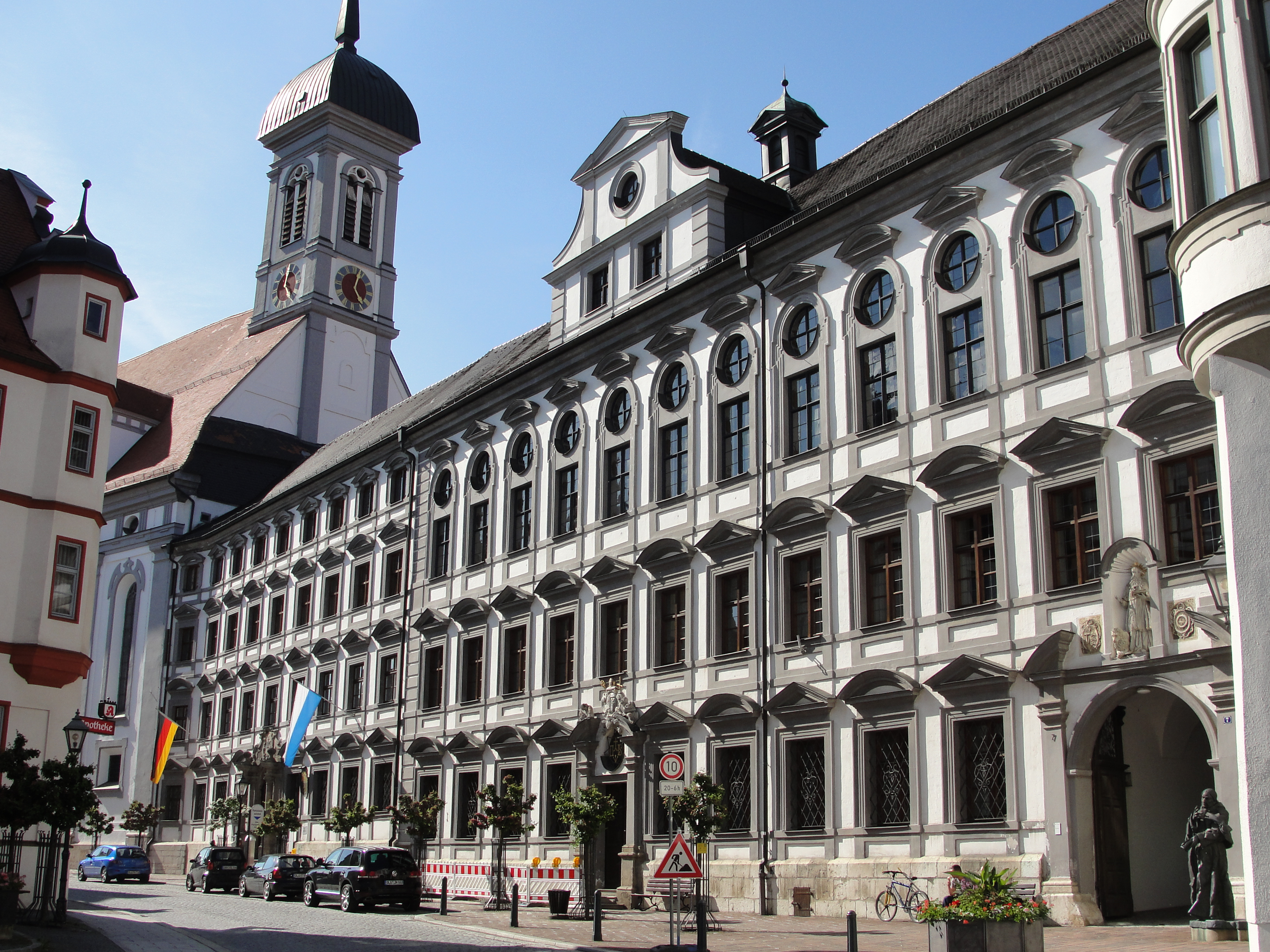
Façade du collège

Le collège Saint-Jérôme (ou Collegium Sancti Hieronymi) est une école supérieure cum Gymnasium fondée en 1549 à Dillingen par le prince-évêque d'Augsbourg, le cardinal Othon Truchsess de Waldbourg. Confié aux Jésuites en 1563, le collège est à l'origine de l'université de Dillingen (1551-1803) et du Johann-Michael-Sailer-Gymnasium actuel. Il a été dirigé de 1563 à 1773 (année de la suppression de la Compagnie de Jésus) par les Jésuites.

## Historique

### Fondation

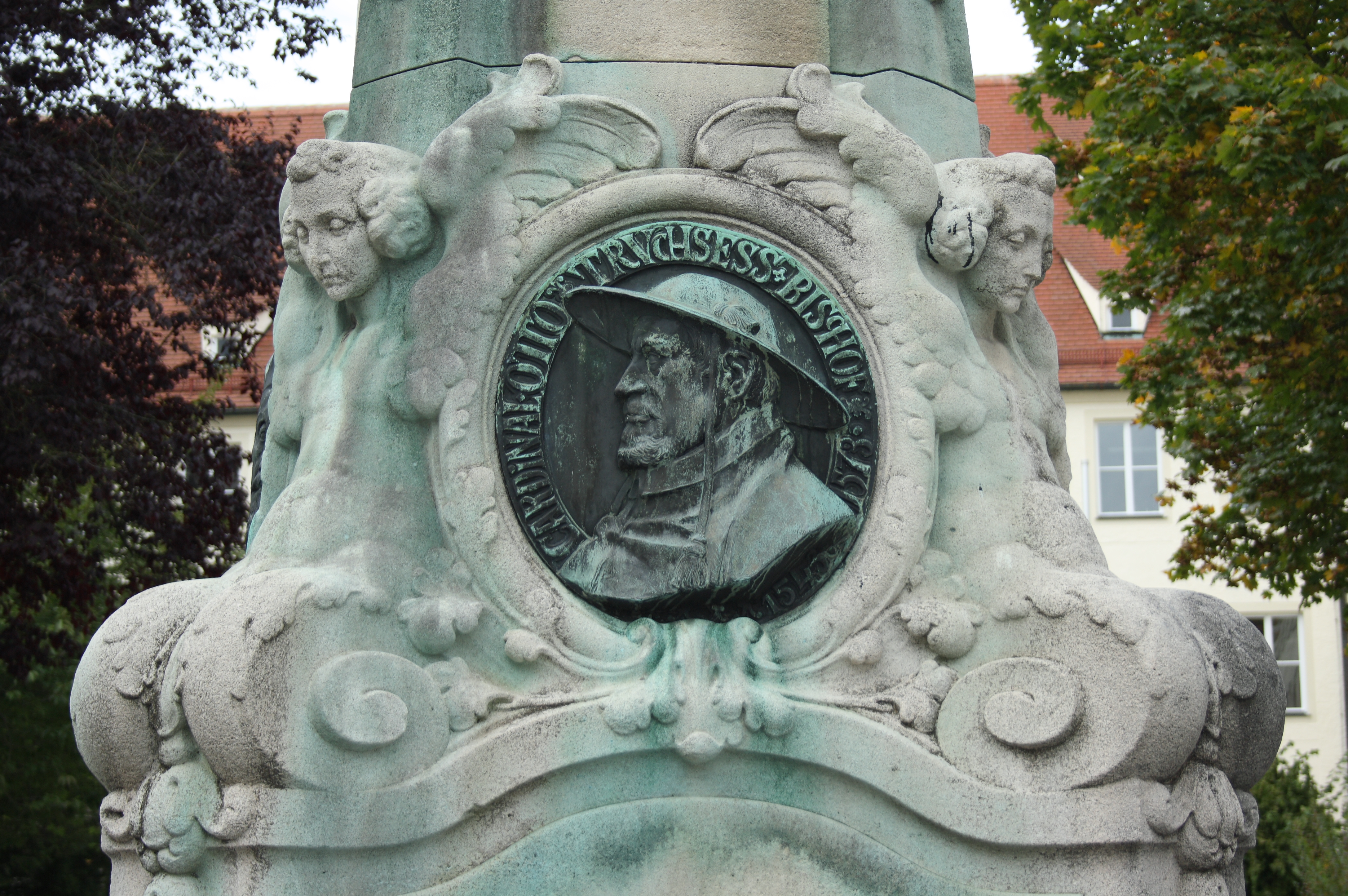
Bas-relief du cardinal de Waldbourg dans la cour de l'ancien séminaire du Collegium

Le collège est fondé en 1549 par Othon Truchsess de Waldbourg, prince-évêque d'Augsbourg depuis 1543, avec l'appui du pape Paul III. Ce Collegium litterarum devient rapidement prestigieux. Il est destiné avant tout en tant qu'académie diocésaine à la formation des clercs et des futurs prêtres. En effet, en plus du collège ouvert pour les jeunes gens de la noblesse du sud de l'Allemagne, se trouve également un séminaire qui forme le clergé selon les orientations données par le concile de Trente. 
Le collège est confié aux Jésuites à partir de 1563 et connaît un grand épanouissement à l'époque de la Contre-Réforme. Les premiers professeurs proviennent de l'université de Louvain, comme Pierre Endavian, Herlen von Rosenthal et Martin Rithow. D'autres viennent de Paris, comme l'Espagnol Martin Olave, ou d'Espagne, comme le dominicain Pedro de Soto, confesseur de Charles Quint.

### Enseignement
L'enseignement comprend les arts libéraux (pour le Gymnasium), la philosophie et la théologie. L'entrée à l'école supérieure se fait par un examen de passage à la fin du Gymnasium. Trois grades sont collationnés : le baccalauréat (baccalaureatus), la licence et la maîtrise (magisterium). L'insigne du bachelier est une couronne de laurier, celui du licencié un casquette et celui du maître d'art (magister artium), un livre, un chapeau et un anneau, et pour les trois grades, un long manteau.
Les études commencent à la rentrée 1550 avec trois classes du Gymnasium (Inferiora) et deux classes du Studium de théologie. Le Gymnasium débute par trois leçons de huit heures à dix heures du matin et de trois heures à cinq heures de l'après-midi, avec entretemps des heures d'études. Les matières enseignées sont la grammaire latine (de), la rhétorique, l'étude des lettres et des discours de Cicéron, les œuvres d'Horace et de Virgile, la poésie et l'histoire (qui doivent « être soigneusement expliquées »). Deux fois par semaine ont lieu des leçons de chant. La théologie est enseignée par deux professeurs de sept heures à huit heures du matin et d'une heure de l'après-midi à trois heures de l'après-midi.
L'année scolaire 1551-1552 double les classes Inferiora entre la Rudimenta et la Principia. Les professeurs des petites classes sont appelés précepteurs (praeceptores) et ceux des grandes classes, maîtres (magistri). Des examens ont lieu tous les six mois. Quatre professeurs sont engagés pour la philosophie; deux pour la logique et la dialectique; et deux pour la métaphysique. Deux heures d'études sont prévues le matin et deux, le soir. 
Le Studium de théologie comprend la scolastique, l'étude de l'Écriture sainte, et la théologie pastorale. Tous les lundis et samedis ont lieu des disputatia en philosophie et tous les vendredis en théologie.

### Statuts
Curriculum, calendrier et pédagogie sont organisés suivant les directives données dans le Ratio Studiorum des Jésuites. L'année scolaire débute le 1er octobre et se termine le 30 septembre, fête de saint Jérôme. De petites vacances se déroulent à Noël, la veille du Carême, à Pâques et à la Pentecôte. Les écoliers et étudiants ne peuvent prendre que quelques jours dans leur famille. Ce n'est qu'à partir de 1643 que sont accordées de grandes vacances pour la période des vendanges, du 8 septembre (Nativité de la Vierge) au 21 octobre.
Les élèves se réunissent pour la prière tous les matins et tous les soirs. Ils doivent se confesser et communier une fois par mois. Des instructions religieuses ont lieu à l'église du collège. Les professeurs doivent enseigner leurs élèves avec « patience, amour et fermeté ». Les élèves partagent leur temps entre leçons, visites à l'église et promenades obligatoires. Ils sont vêtus d'une tunica talaris, avec une barrette et un rochet. Toute plume, fleur, ou ornement superflu est proscrit pour le couvre-chef. Les « lectures suspectes » sont interdites.
Le règlement fait l'objet d'une lecture une fois par mois.

### Université

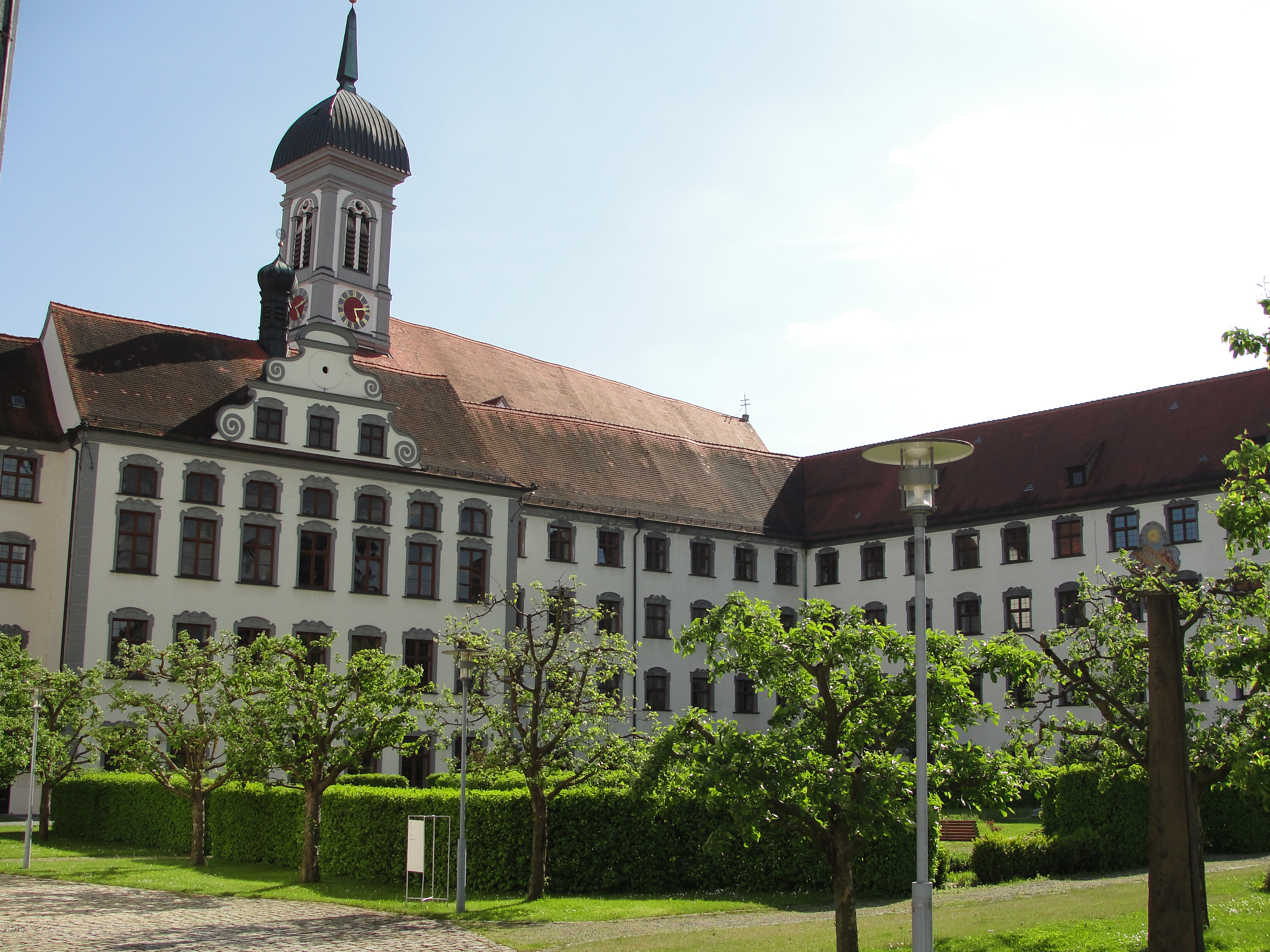
Vue de l'ancien séminaire

Jules III élève l'école supérieure du Collegium St Hieronymi au rang d'université, le 22 février 1550, avec effet le 6 avril 1551, ce qui lui permet de disposer de privilèges. Charles Quint reconnaît les droits de l'université le 30 juin 1553. Le recteur, Herlen von Rosenthal, obtient le privilège des insignes: un manteau rouge, un sceptre d'argent et un sceau propre avec blason.

### Armes
L'université obtient donc un blason avec son sceau. Les armes sont partagées d'un champ d'or et d'azur. Ce dernier contient un marteau avec l'inscription « Julius III Jubilaeum VIII condidit feliciter » évoquant le marteau d'or du huitième jubilé ou Année Sainte de l'an 1550 de son règne, grâce auquel le pape a ouvert la Porta Sancta de la basilique Saint-Pierre et qu'il a offert ensuite au cardinal de Waldbourg. Le marteau du blason est entouré de trois pommes de pin rappelant les armes du cardinal, ainsi que les trois lions sur champ d'or de l'autre côté. Au-dessus, une colombe avec des langues de feu évoque le Saint Esprit.
La devise est ainsi formulée: « Verba mea quasi ignis et malleus conterens petram ».

### Collège jésuite

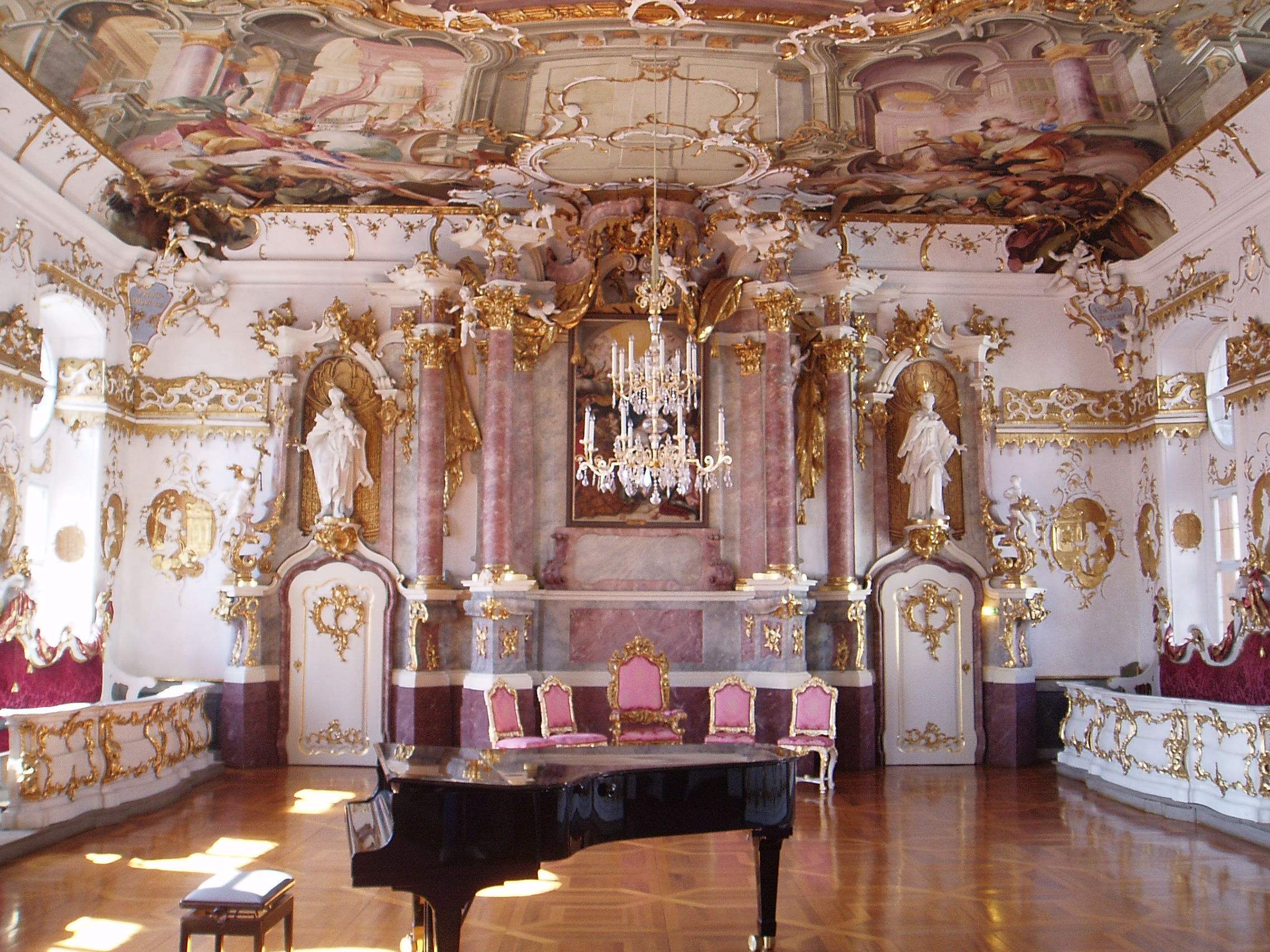
Le Salon Doré du collège

Le collège éprouve à ses débuts de grandes difficultés à recruter un corps professoral de qualité. Le cardinal souhaite le confier à un ordre religieux et interroge les dominicains espagnols, mais ils sont discrédités par l'affaire de Johann Tetzel. Il fait donc appel à saint Pierre Canisius et la jeune Compagnie de Jésus fondée trente ans plus tôt dont il a rencontré des membres au concile de Trente (particulièrement Claude Le Jay). Les jésuites dirigent donc le collège, jusqu'à leur suppression en 1773. Les premiers jésuites arrivent le 30 octobre 1563, parmi lesquels Covillonius, Étienne Liberius, Hieronymus (Jérôme) Torrensis, Conrad Schwager, Albert de Vienne (Albertus Viennensis), Christophe Herrera. Le 17 août 1564, le cardinal de Waldbourg donne les insignes de l'université (manteau, sceptre et sceau) à saint Pierre Canisius qui est également provincial de la Compagnie pour les pays teutons. Il nomme son neveu, Heinricus (Henri) Dionysius de Cologne, comme recteur.

### Effectifs
- 1563: 300 collégiens et étudiants
- 1573: 500
- 1582: 600
- 1600: 650
- 1605: 760

En 1607, le collège accueille 463 élèves pour le Gymnasium et en 1631-1632, en pleine Guerre de Trente Ans, encore 304 élèves. Cependant l'année scolaire 1634-1635 voit les effectifs chuter à 63 élèves. Au retour de la paix, les effectifs remontent à 200 élèves.  
À côté du collège, où les collégiens, étudiants et séminaristes logeaient, se trouvaient les étudiants Pauperes Sancti Hieronymi ou Ollarii qui habitaient en ville et bénéficiaient d'un déjeuner quotidien gratis.

### Imprimerie
Le cardinal achète une imprimerie en 1560, avec un moulin à papier situé à Schretzheim. Il en fait don à l'université en 1568, qui la conserve, jusqu'en 1675. Les jésuites s'en servent pour imprimer et publier les livres et les manuels de tous leurs établissements académiques de la région.

### Facultés nouvelles
Les jésuites agrandissent leur université. Ils ouvrent d'abord une faculté de droit canon en 1625, base de la future faculté de droit civil, ouverte en 1629. Au milieu du XVIIIe siècle, ils ouvrent également une faculté de médecine et de chirurgie.

### Théâtre
Les jésuites, de par leur tradition pédagogique, attachent beaucoup d'importance au théâtre comme apprentissage à l'expression personnelle. Une pièce est montée à la fin de chaque année scolaire, à la veille du Carême et à diverses occasions. Le public est invité aux représentations. Au début, elles se tiennent dans la cour d'honneur, puis une salle de théâtre est construite à cet effet.

## Bâtiments

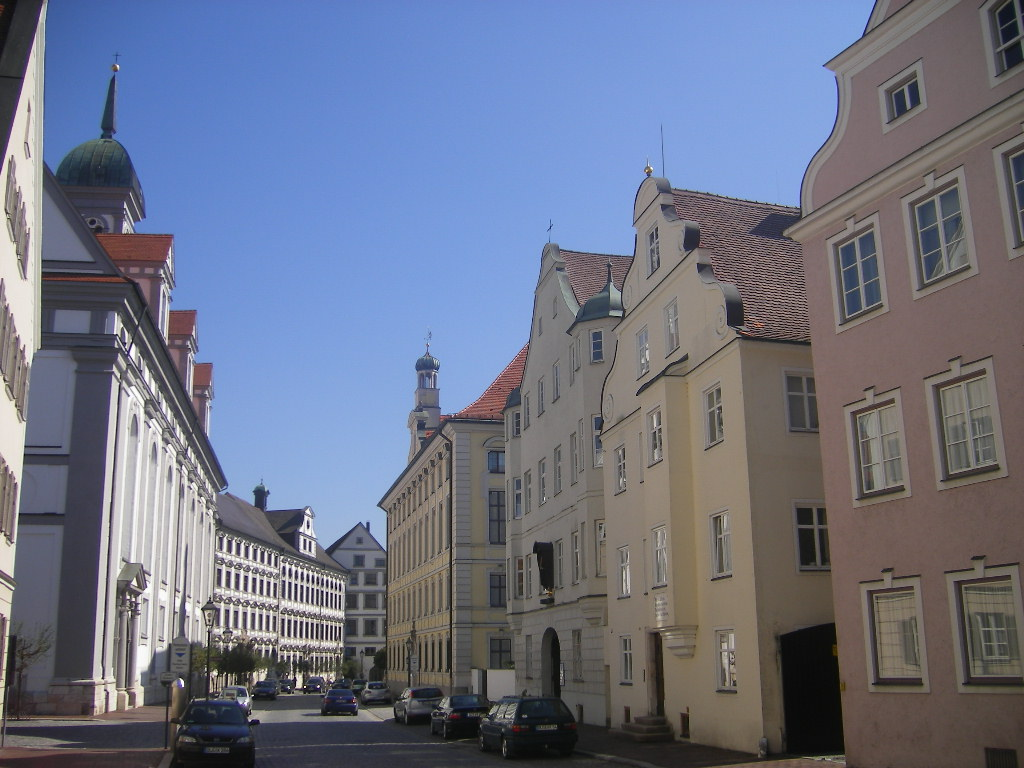
Vue des façades extérieures du collège

Le collège est d'abord installé dans des maisons reliées entre elles, puis un  bâtiment spacieux de quatre étages est construit autour d'une vaste cour en 1557. Il contient neuf amphithéâtres et une grande aula (de), avec une tour à plusieurs cloches. Soixante-dix ans plus tard, le collège s'avère trop petit et il est démoli en 1628 pour laisser la place à des bâtiments plus encore plus spacieux. En 1724, les nouveaux bâtiments du Gymnasium sont construits. C'est aujourd'hui la bibliothèque de Dillingen.
Le prince-évêque Henri V de Knöringen (1570-1646) fait construire en 1603-1605 une extension au nord et au centre. Dans ce bâtiments nord, ce sont les « religieux » qui sont accueillis, c'est-à-dire les futurs novices d'ordres religieux, dont les études sont financées par les abbayes ou couvents concernés. Le bâtiment du centre accueille les alumni, c'est-à-dire les élèves dont les études sont financées par le Souverain Pontife ou par le diocèse. Le troisième groupe est celui des « séculiers » qui appartiennent pour la plupart à des familles de la noblesse qui financent leurs propres études. Un nouveau bâtiment est construit pour eux en 1618 le long de l'actuelle Kardinal-von-Waldburg-Straße. Les chambres étaient plus grandes avec des fenêtres donnant sur la rue, contrairement aux autres bâtiments.
On comptait en 1582 soixante jeunes gens de la noblesse et quarante « religieux ». La plupart des séminaristes étaient des alumni dont les études étaient prises en charge par le diocèse.
L'église du collège, consacrée à l'Assomption de la Bienheureuse Vierge Marie, est un chef-d'œuvre de l'art baroque.

## Direction
Le recteur dirige le collège et l'université. Il nomme les professeurs et il est responsable de la situation du personnel. Il est nommé chancelier par le prince-évêque, mais il n'est subordonné qu'au provincial de la Compagnie. Le chancelier représente l'autorité pontificale et épiscopale et veille à la « catholicité » de l'établissement. Un gouverneur est chargé de l'administration et des préfets sont responsables des études. Le censeur évalue les classes universitaires et s'occupe des finances. Le séminaire est dirigé par un régent et un sous-régent, avec un préfet pour chaque section des séminaristes (alumni, religieux et séculiers).

## Après 1773

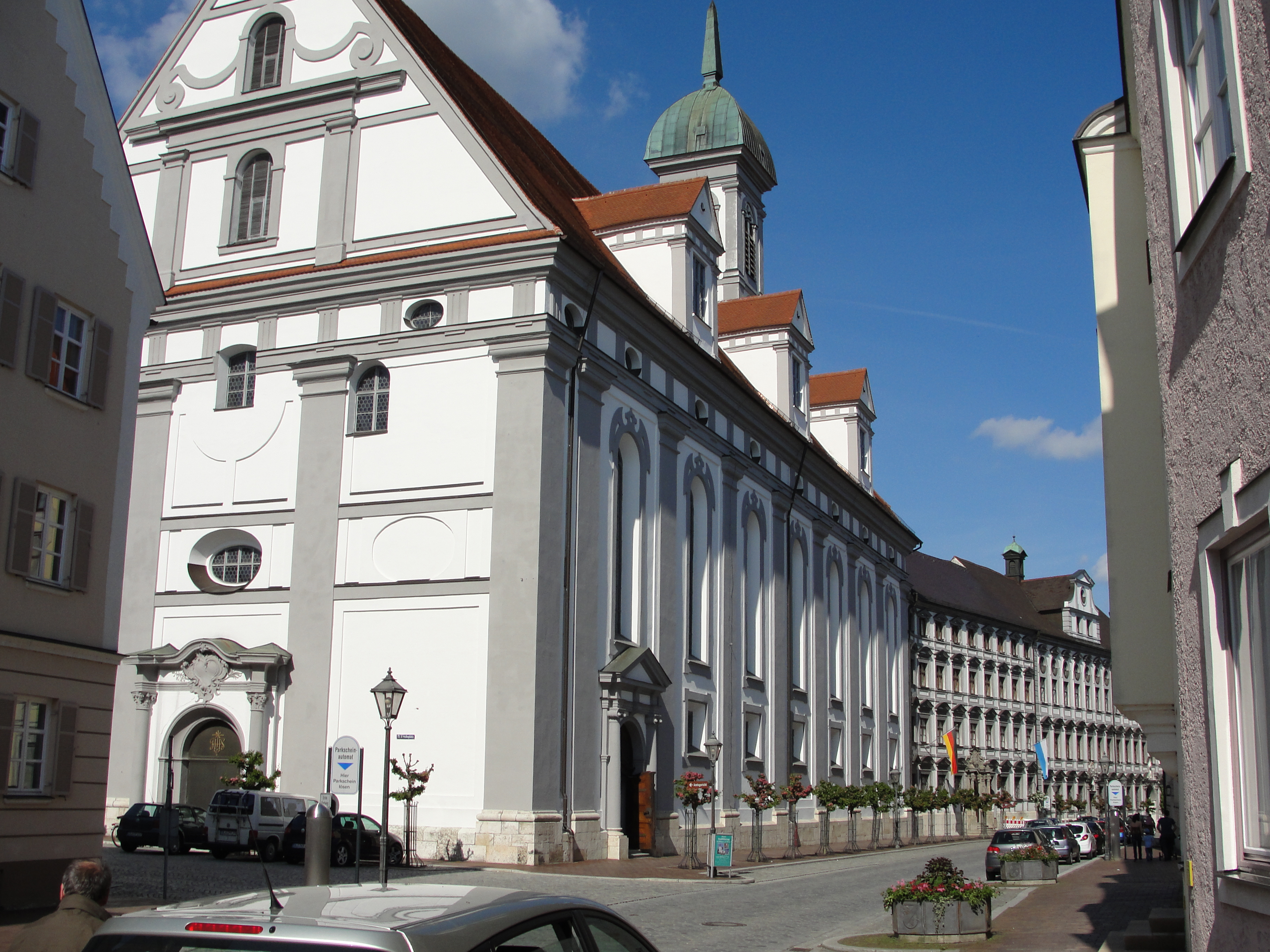
Vue de l'église du collège, au fond les bâtiments de l'ancien séminaire, aujourd'hui école normale de professeurs

Après l'expulsion des jésuites, le Collegium Sancti Hieronymi, avec son collège et son université, est rattaché à l'administration du prince-évêque d'Augsbourg. Les matières enseignées comprennent la religion d'après le catéchisme de saint Pierre Canisius, l'allemand, le latin, le grec, la rhétorique, l'histoire et l'arithmétique.
De 1773 à 1789, le Gymnasium accueille entre 100 et 150 collégiens, mais seulement 80 environ  à l'époque des guerres napoléoniennes entre 1799 et 1803. Johann Michael Sailer y enseigne.

## Après 1803
Le diocèse d'Augsbourg est supprimé par Napoléon Bonaparte en 1803 et rattaché à la Bavière. Le recès d'Empire exproprie les biens d'Église pour indemniser les souverains de leur participation de guerre auprès de Napoléon. Le dernier prince-évêque, Clément-Wenceslas de Saxe, quitte ses États. Mais déjà en novembre 1802, le baron von Lerchenfeld s'empare de Dillingen au nom du futur Maximilien Ier de Bavière. L'université est supprimée et transformée en Lyceum, c'est-à-dire un séminaire pour la formation et l'éducation des clercs. En 1923, il devient une école supérieure de philosophie et de théologie.
Le Gymnasium quant à lui devient un lycée (Gymnasium) royal en 1806, sur le modèle napoléonien et dépendant de l'administration royale bavaroise. En 1823-1824, il atteint le nombre de 561 élèves, mais tombe à 300 élèves en 1848. L'année suivante le recteur, qui dirigeait en tant qu'union personnelle le lycée (c'est-à-dire le séminaire) et le Gymnasium  n'est plus un clerc. De nouvelles matières sont enseignées : le français, la sténographie, la physique, les sciences naturelles, la gymnastique et la natation.
L'établissement connaît une nouvelle expansion au milieu du XIXe siècle. Le diocèse organise les petites classes en petit séminaire. En 1870, il y a plus de 300 élèves et au tournant du siècle, près de 550 élèves. De nouveaux bâtiments sont édifiés en 1871, avec salle de conférence, salle de musique, salle de dessin, nouvelle bibliothèque, etc. En 1900, des préaux de gymnastique et des salles de sport sont construites. 
Le Gymnasium est organisé au tournant du siècle en neuf classes d'humanités, avec comme matières obligatoires l'allemand, le latin, le grec, le français, les mathématiques, l'histoire, la géographie, les sciences naturelles, la religion, le dessin, la gymnastique, la belle écriture. les matières optionnelles comprennent l'hébreu, l'anglais, l'italien, la sténographie, la musique et la natation.  
Il change de nom en 1964 pour s'appeler le Johann-Michael-Sailer-Gymnasium, nom qu'il porte toujours aujourd'hui, d'après Johann Michael Sailer qui y enseigna.
Le séminaire déménage en 1970 dans la ville d'Augsbourg pour se rapprocher de la nouvelle université.

## Voir aussi

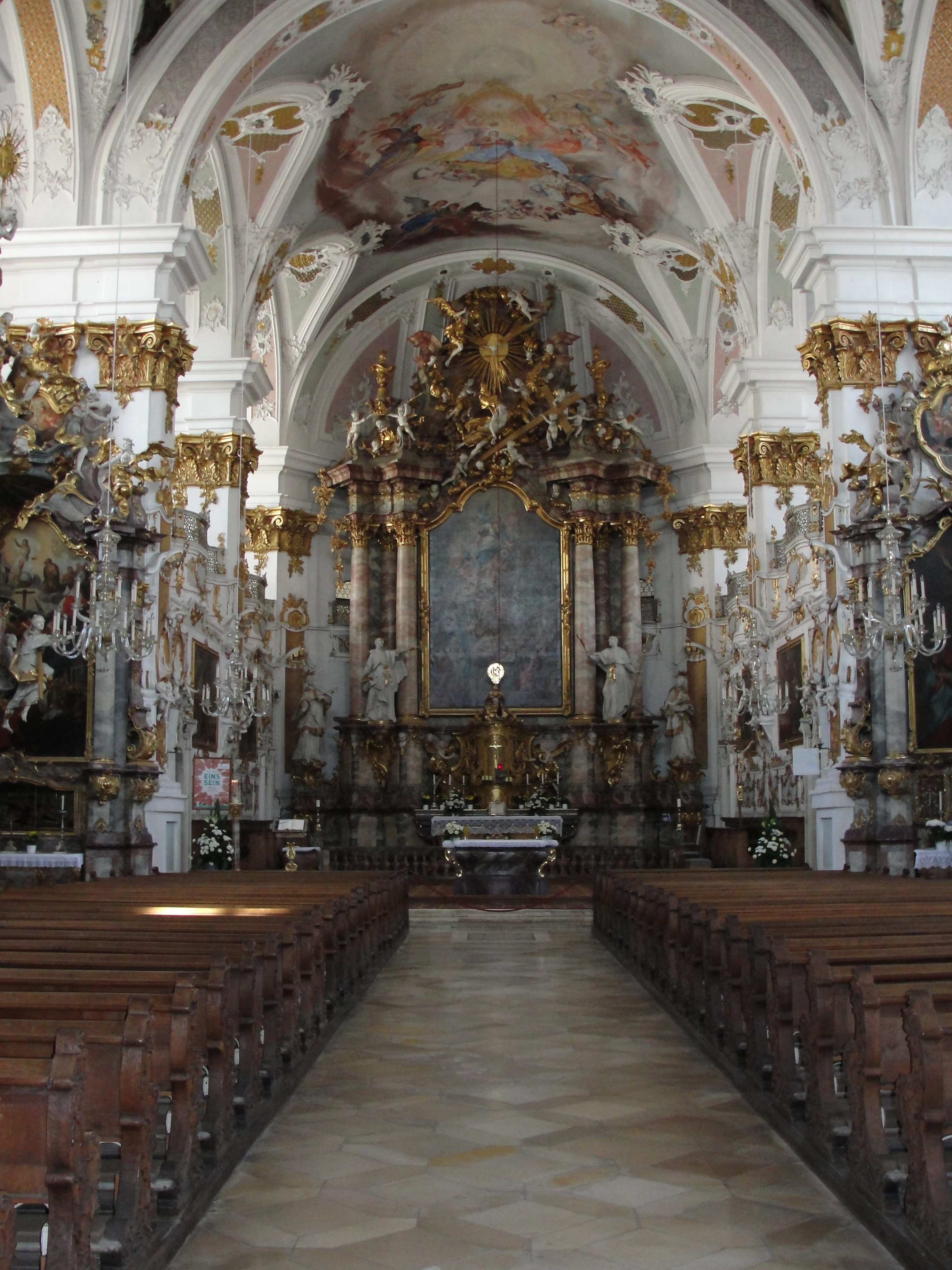
Intérieur de l'église du Collegium, consacrée à l'Assomption de la BV Marie

## Source
- (de) Cet article est partiellement ou en totalité issu de l’article de Wikipédia en allemand intitulé « Collegium St. Hieronymi » (voir la liste des auteurs).